# Афанасий (Макуров)
Митрополит Афанасий (в миру Агге́й Фёдорович Макуров; ок. 1825, Чудей, герцогство Буковина, Венгерское королевство, Австро-Венгрия — 1 (14) октября 1905, Вижница, Австро-Венгрия) — епископ старообрядцев, приемлющих Белокриницкую иерархию с титулом «Архиепископ Белокриницкий и всех Древлеправославных Християн Митрополит».

## Биография
Родился около 1825 года в селе Чудей, в Австро-Венгрии, в русинской старообрядческой семье.
До 1871 года был священником в старообрядческом приходе села Писку (пригород Брэилы, Молдавское княжество, ныне Румыния).
Овдовев (супруга — Гулей Екатерина Игнатовна, в браке с которой рождён сын Михаил — впоследствии священник Тираспольской старообрядческой церкви), 3 июня 1871 года был избран и рукоположён Белокриницким митрополитом Кириллом (Тимофеевым) во епископа Браиловского, наречён наместником митрополии.
После кончины Митрополита Кирилла Освященный Собор Белокриницкой митрополии избрал митрополитом Белокриницким.
9 мая 1874 года возведен в сан митрополита Белокриницкого архиепископом Измаильским Аркадием, епископом Славским Иринархом и епископом Тульчинским Виссарионом.
В 1881 года был принят австрийским императором Францем Иосифом I, что свидетельствовало о признании Белокриницкой иерархии австрийским правительством, по запросу которого в 1889 году под руководством митрополита Афанасия была составлена записка о состоянии русского старообрядчества Белокриницкого согласия на территории Австро-Венгерской империи.
Скончался 1 (14) октября 1905 года и похоронен в ограде могил старообрядческих митрополитов в селе Белая Криница.